# Schloss Saulburg

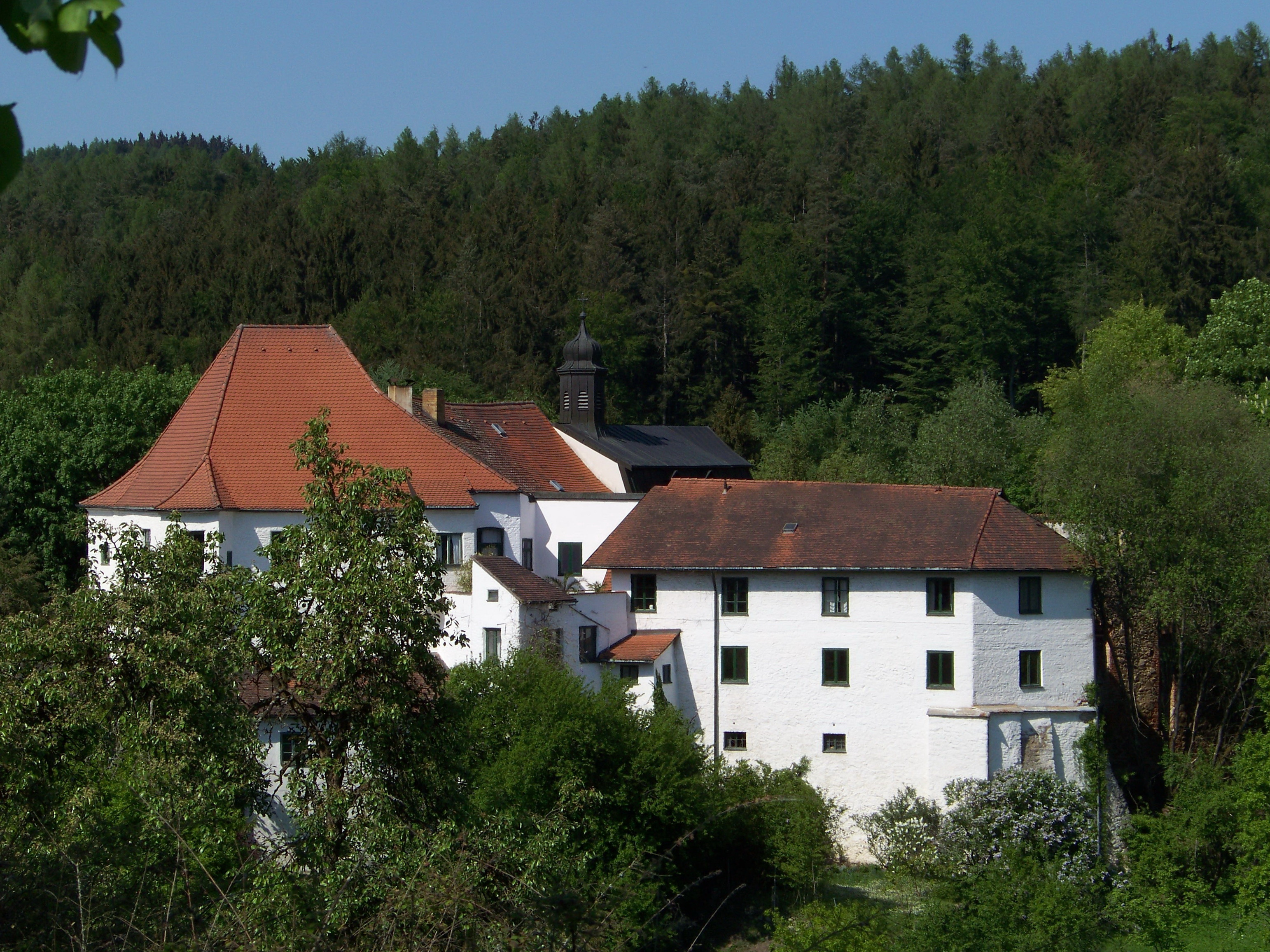
Schloss Saulburg

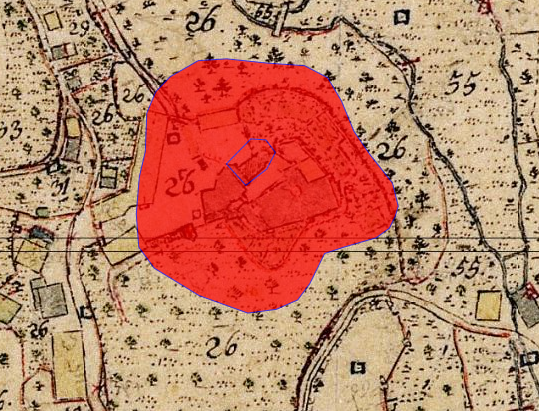
Lageplan von Schloss Saulburg auf dem Urkataster von Bayern

Das Schloss Saulburg (auch Sulperge, Suleberch oder Saulperch genannt) befindet sich im Osten von Saulburg, einem Ortsteil der Gemeinde Wiesenfelden im niederbayerischen Landkreis Straubing-Bogen (Bayerwaldstraße 18). Der Name ist abgeleitet von dem althochdeutschen bzw. mittelhochdeutschen sul (Säule), Sulperge bzw. Suleberch (Säulenberg). Die Anlage wird als Bodendenkmal unter der Aktennummer D-2-7041-0044 im Bayernatlas als „untertägige mittelalterliche und frühneuzeitliche Befunde und Funde im Bereich der Burganlage Saulburg, darunter Spuren der Vorgängerbauten und der verfüllte Halsgraben mit Spuren einer abgebrochenen Kapelle“ geführt. Ebenso ist sie unter der Aktennummer D-2-78-197-39 als Baudenkmal von Saulburg verzeichnet.

## Geschichte
Urkundlich zum ersten Mal wurde im Traditionskodex (begonnen vor 1150 und vor 1191 beendet) von Kloster Windberg ein „Heinrich de Sulperge“ erwähnt. Vom 12. bis ins 14. Jahrhundert sind die Saulberger als Herren von Saulburg bezeugt. Am 29. Dezember 1353 starb mit Alhart II. das Geschlecht der Saulberger aus. Von 1332 bis 1482 waren die Herzöge von Bayern Herren auf Saulburg. Bei einem Losentscheid am 29. Juni 1429, der aufgrund des Preßburger Schiedsspruches vom 26. April 1429 stattfand, kam die Feste Saulburg an Herzog Wilhelm III. von Bayern. Es sind nur mehr wenige Überreste erhalten. 1508–1520 wurden Heinrich, Christoph und Ludwig, die Westendorfer zu Saulburg, genannt, danach Bernhard.
Albrecht IV. verkaufte 1482 die saulburgische Hofmark an Hans Westendorfer (Wessendorfer), herzoglichen Rat und Mautner zu Straubing. Hans Westendorfer ließ 1484 das Obergeschoss des Schlosses mit Wandmalereien ausschmücken mit Westendorfer und seiner Frau Barbara. Georg Ettlinger heiratete 1555 die verwitwete Barbara und so kam die Hofmark an die Ettlinger. Diese waren bis 1638 Herren auf Saulburg. Nach dem Tod seiner Gemahlin Barbara ehelichte Jörg Ettlinger 1566 Sibilla Kastner, die Witwe des Gabriel Kastner, Hofmarksherr von Hainsbach und Haindling. Jörg Ettlinger und seine Gemahlin Sibilla errichteten 1569 einen neuen Wohnbau an der Westseite des alten Schlosses mit zwei Eckerkern im Renaissancestil. Die Anlage hat sich im Wesentlichen bis heute erhalten. An den damaligen Anbau erinnert eine Marmortafel über dem Einfahrtstor mit der Inschrift „Jörg Ettlinger zum Haimhoff und Degernau Auff Saulburg und Sibilla Eine Geborne von Preckhendorff zum Hochenperg und Sigenstain sein Hausfrau. Anno Dni 1569 Gebautt“. 1589 starb Jörg Ettlinger, er wurde in der Angerkapelle begraben. Da die beiden Ehen des Jörg Ettlinger kinderlos geblieben waren, kam es zwischen 1590 und 1594 zu einer Erbauseinandersetzung zwischen der Witwe Sibilla Ettlinger und ihrem Vetter Andreas Ettlinger. 1609 starb Andreas Ettlinger hoch verschuldet und die Hofmark Saulburg kam 1610 auf die Gant. 1610–1614 wurde die Hofmark an das Bistum Regensburg verkauft. Nach weiteren Auseinandersetzungen zwischen Erben und Gläubigern erhielt Hans Christoph von Ettling (1615–1638) die Hofmark durch oberrichterliche Entscheidung der Regierung in Straubing. Mit einem Darlehen der Stadtkammer Straubing zahlte er Schulden zurück.
Von 1638 bis 1642 war die Stadt Straubing im Pfandbesitz der Hofmark Saulburg, ehe sie durch Pankraz von Pürching (1647 oder 1658) ersteigert wurde. Da dieser und seine Frau Maria Martha 1664 kinderlos starben, fiel Saulburg an seinen Vetter Gottfried Adolf von Auer, kurfürstlicher Kämmerer und fürstbischöflich freisingischer Pfleger zu Werdenfels, Reichsfreiherr vor Winkl und Röhrnbach († 1708). 1749 waren dort Franz Viktor Karl von Auer († 1749), churfürstlicher Kämmerer, und seine Gemahlin Maria Theresia Genoveva, geborene von Weichs auf Falkenstein († 1762), ansässig.
Bei den Auers blieb der Besitz bis um 1750. Dann kaufte Josef Albert Matern von Septfontaines († 1760), kurbayerischer Generalmajor und Kommandant im Waldrevier, die Hofmark Saulburg. 1780 wurde Franz Josef von Magerl, Reichsfreiherr auf Wegleiten, Hag und Wiesenfelden, durch Heirat der jüngsten Tochter, Maria Adelheid von Matern, Besitzer der Hofmark († 1796). In seinem Testament bedachte Josef von Magerl seine fünf Kinder mit diversen Gütern, seinem ältesten Sohn Albert von Magerl, kurpfalzbayerischer Kürassierleutnant, vermachte er Schloss und Gut Saulburg. 1834 verkaufte Albert von Magerl seine Besitzungen.
1834 kaufte Ludwig von Krapp, Domänendirektor von Thurn und Taxis, Schloss und Gut Saulburg. Unter ihm war ein Patrimonialgericht 2. Klasse errichtet worden, dieses wurde 1848 aufgelöst. Im Jahre 1838 „zertrümmerte“ er das Schlossgut. Das Brauhaus wurde an den Müller Josef Widmann von Aufroth und an den Bäcker von Kirchroth verpachtet, die Waldung erwarb Fürst von Thurn und Taxis. Freiherr von Krapp übersiedelte nach Neurandsberg. 1838 kaufte Josef Widmann, Pächter des Brauhauses, das Schlossgut mit Brauerei, wodurch das Schloss in bürgerlichen Besitz überging. 1885–1945 war dort sein Sohn Josef Widmann der Besitzer. 1936 wurde die Brauerei stillgelegt. Danach ging der verschuldete Besitz an die Bayerische Siedlungsbank über, von welcher der aus dem Zweiten Weltkrieg heimgekehrte gleichnamige Sohn Josef Widmann das um 60 Tagwerk verkleinerte Anwesen zurückerwarb.
1967 erwarb Wolfgang von Schmieder einen Teil der Schlossanlage von Josef Widmann, im Oktober 1982 den übrigen Teil. 1982 wurde die Schlossanlage durch Wolfgang Graf von Strachwitz gekauft. Der neue Besitzer sanierte die gesamte Schlossanlage.

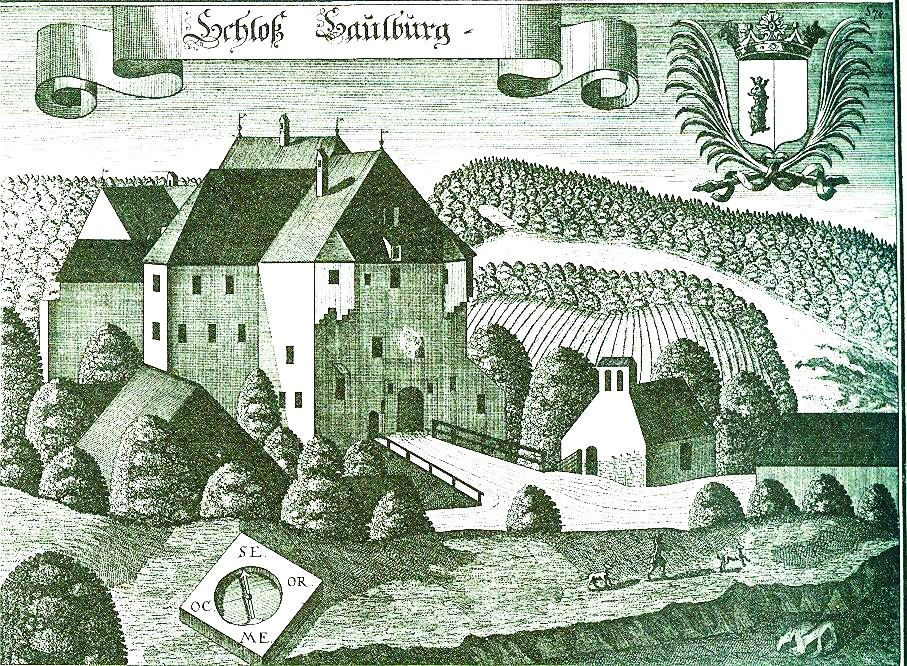
Schloss Saulburg nach einem Stich von Michael Wening von 1721

## Schloss Saulburg einst und jetzt
Die auf einer ostwärts ausspringenden Felsnase errichtete Anlage stammt im Kern aus dem 12. Jahrhundert und ist ein Bautenkonglomerat vom 12. bis zum 18. Jahrhundert. Das Schloss liegt über dem westlichen Quellbach der Kößnach. Es ist eine unregelmäßige Vierflügelanlage. Zwingeranlagen sind auf der Nord-Ost- und der Südseite noch erkennbar. Der Zugang zum Schloss liegt auf der Westseite, am Rundbogenportal ist die Bauinschrift von 1569 zu sehen. Das Portal führt unmittelbar in den neuen Wohnbau. Dieser ist unter einem hohen Walmdach dreigeschossig, mit flachen, rechteckigen Erkern an den Westecken und der Südecke des dritten Geschosses. Der gotische Wohnbau besitzt einen Renaissancelaubengang (um 1560). Die Schlossdurchfahrt führt zu einem kleinen Burghof und von dort in den inneren Schlosshof, dessen langgestreckter Südostflügel im Kern den spätgotischen alten Wohnbau enthält.
Vom neuen Wohnbau bis zur Sakristei der Schlosskapelle ist ein Seitenflügel mit Außenmauern in mehrfach gebrochener Flucht. Zwischen dem ehemaligen alten Wohnbau und dem Chor der Rokokokapelle steht ein Verbindungsflügel als Teil des Berings. Die Zweckbauten des Wirtschaftshofes (18. Jahrhundert) liegen westlich des ehemaligen Halsgrabens.
Die neue katholische Schlosskapelle St. Aegidius ist ein Rokokobau mit toskanischer Pilastergliederung des Baumeisters Johann Michael Fischer und wurde von dem Hofmarksherrn Joseph Albert von Matern 1754 in Auftrag gegeben. Der eingezogene Chor hat ein querrechteckiges Joch und einen halbkreisförmigen Schluss. Die Fenster haben einen maßvoll bewegten Umriss und schließen mit einem geschweiften Bogen. Ein kleiner Dachreiter bekrönt die Kapelle. Die beiden Epitaphien des Stifterehepaares Joseph Albert Matern von Septfontaine, Herr zu Saulburg, churbayerischer Generalmajor der Kavallerie und Kommandant der Waldreviere, und seiner Gemahlin Johanna Theodora von Matern de Septfontaine zu und auf Saulburg, geb. Gräfin von Leiblfing auf Rhain und Laberweinting, befinden sich im Chor der Kapelle.